# Charles Beard
Charles Austin Beard (Knightstown, Indiana, 27 de noviembre de 1874 - New Haven, Connecticut, 1 de septiembre de 1948) fue un historiador estadounidense.
Impartió clases en la Universidad Columbia de 1904 a 1917 y cofundó la New School de Nueva York en 1919. Es más bien recordado por sus estudios iconoclastas sobre el desarrollo de las instituciones políticas estadounidenses, que enfatizan la dinámica del conflicto y cambio socioeconómico, analizando los factores motivantes de la fundación de estas entidades.
Entre sus obras se encuentran An Economic Interpretation of the Constitution of the United States de 1913, donde afirma que la Constitución de los Estados Unidos de América fue formulada para servir a los intereses económicos de los "Padres Fundadores"; The Economic Origins of Jeffersonian Democracy de 1915; y en coautoría con su esposa Mary Ritter Beard, The Rise of American Civilization de 1927.
- Datos: Q719860
- Multimedia: Charles Austin Beard / Q719860